# 6098 Mutojunkyu
6098 Mutojunkyu eller 1991 UW3 är en asteroid i huvudbältet som upptäcktes den 31 oktober 1991 av de båda japanska astronomerna Kazuro Watanabe och Masanori Matsuyama vid Kushiro-observatoriet. Den är uppkallad efter den japanske konstnären Junkyu Muto.
Asteroiden har en diameter på ungefär 3 kilometer.